# Бернардину-ди-Кампус
Бернардину-ди-Кампус (порт. Bernardino de Campos)  —  муниципалитет в Бразилии, входит в штат Сан-Паулу. Составная часть мезорегиона Ассис. Входит в экономико-статистический  микрорегион Ориньюс. Население составляло 11 216 человек в 2006 году. Занимает площадь 244,018 км². Плотность населения — 46,0 чел./км².
Праздник города — 9 октября.

## История
Город основан 9 октября 1923 года.

## Статистика
- Валовой внутренний продукт на 2003 год составляет 75 817 701,0 реалов (данные: Бразильский институт географии и статистики).
- Валовой внутренний продукт на душу населения на 2003 год составляет 6899,42 реалов (данные: Бразильский институт географии и статистики).
- Индекс развития человеческого потенциала на 2000 год составляет 0,779 (данные: Программа развития ООН).

## География
Климат местности: субтропический. В соответствии с классификацией Кёппена, климат относится к категории Cfb.

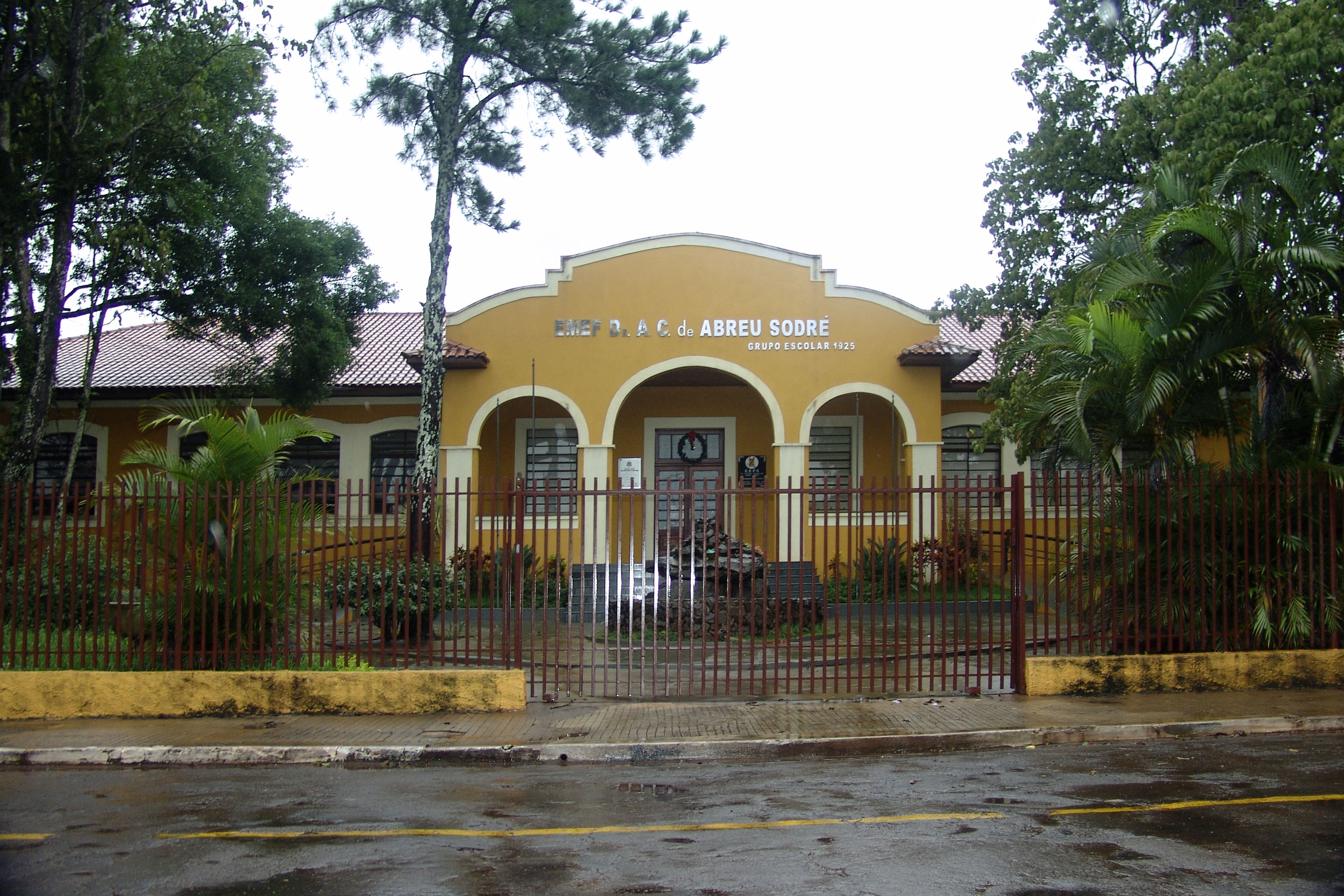